# Yungdrung Ling
| Tibetische Bezeichnung                            |
| ------------------------------------------------- |
| Tibetische Schrift: གཡུང་དྲུང་གླིང་དགོན་པ།              |
| Wylie-Transliteration: g.yung drung gling dgon pa |
| Aussprache in IPA: [juŋʈʂuŋliŋ]                   |
| Offizielle Transkription der VRCh: Yungzhungling  |
| THDL-Transkription: Yungdrungling                 |
| Andere Schreibweisen: Yungdrung Ling              |
| Chinesische Bezeichnung                           |
| Traditionell: 雍仲寺林、熱拉雍仲林                |
| Vereinfacht: 雍仲寺林、热拉雍仲林                 |
| Pinyin:Yōngzhòng Sìlín, Rèlā Yōngzhònglín         |

Yungdrung Ling ist ein Kloster der Bön-Religion. Es liegt im Kreis Namling der Stadt Xigazê im Autonomen Gebiet Tibet der Volksrepublik China, unterhalb des Klosters Menri, nahe der Mündung des Nebenflusses Gungchu in den Yarlung Zangbo (Brahmaputra) und befindet sich somit etwa in der Mitte zwischen der Stadt Lhasa und dem Stadtbezirk Samzhubzê, nahe Dazhuka (stag gru kha).

## Geschichte
Das Kloster wurde im Jahre 1836 von Nangtön Dawa Gyeltshen (nang ston zla ba rgyal mtshan; * 1796 – ?) gegründet und sollte die Disputationstradition des untergegangenen Bön-Klosters Ensakha (dben sa kha dgon pa), die in der dieses ersetzenden Klostergründung von Menri nicht wirklich wiederaufgenommen worden war, erneuern. Dieses Ziel war erfolgreich und wurde im 20. Jahrhundert durch neun weitere Klöster in Kham und Amdo, die sich der Pflege der Disputation verschrieben, unterstützt.
Die Disputationen bezogen sich in Yungdrung Ling ausschließlich auf Gegenstände aus den Sutras. Studien des Tantra und Dzogchen konnten privat in Einzelunterricht betrieben werden bzw. wurden durch weitere Studien in Drepung oder Sera, den  Klosteruniversitäten der buddhistischen Gelug-Schule, vermittelt.
Yungdrung Ling hatte vier Fakultäten – Yungdrungling (g.yung drung gling), Kunseling (kun gsal gling), Kunkhyabling (kun khyab gling) und Kundragling (kun grags gling) – mit acht Abteilungen.
Im Laufe der Geschichte lebten in dem Kloster 300 bis 500 Mönche. Während der Kulturrevolution wurde Yungdrung Ling zerstört. Heute praktizieren hier wieder rund 60 Mönche.

## Anlage
Die Haupthalle des Klosters hat zwei Geschosse, sie hat eine Fläche von über 800 Quadratmetern und wird von 64 Säulen getragen. Im Erdgeschoss befindet sich der zentrale Versammlungsraum. Im Sanktuarium des Dukhang ist der Reliquien-Stupa des Klostergründers, Dawa Gyeltshen, welcher durch beide Stockwerke reicht, sehenswert.